# Evangeli d'Eva
L'Evangeli d'Eva és un evangeli apòcrif de contingut gnòstic que només es coneix pel testimoni d'Epifani. El seu contingut es basa en visions imaginàries i testimonis estranys.
El nom d'Evangeli d'Eva s'explica fàcilment si es pensa en el paper tant important que va tenir aquest personatge en les creences ofites i en el maniqueisme. Es dubta de si aquest evangeli és el mateix que l'Evangeli de la Perfecció, també citat per Epifani i pel bisbe Filastri de Brescia. D'aquest últim evangeli només se sap que era usat pels gnòstics.
| «                       | Altres no s'avergonyeixen de citar l'Evangeli d'Eva, i pretenen depositar la seva llavor amparats en aquest nom... | » |
| — Epifani Panarium 26,2 | |   |